# Pianist
En pianist er en musiker, der spiller på klaver eller flygel.
Pianister findes både indenfor den klassiske og den rytmiske musik.
Af store klassiske pianister kan bl.a. nævnes:
- Sergei Rachmaninoff
- Wolfgang Amadeus Mozart
- Franz Liszt
- Claude Debussy
- Beethoven
- Tjajkovskij
- Maurice Ravel
- Prokofiev
- Felix Mendelssohn Bartholdy
- Frédéric Chopin
- Carl Maria von Weber
- Johannes Brahms

## Danske pianister
- Niels Viggo Bentzon
- Amalie Malling
- Anne Øland
- Tanja Zapolski
- Mogens Dalsgaard
- Bent Fabricius-Bjerre
- Herman D. Koppel
- Frederik Magle